# Дунаујварош
Дунаујварош, раније Пантелија (мађ. Dunaújváros, раније мађ. Dunapentele, српски Пантелија) је значајан град у Мађарској, смештен у средишњем делу државе. Дунаујварош је други по важности град у оквиру жупаније Фејер.
Град има 44.200 становника према подацима из 2019. године.

## Порекло назива
Назив Дунаујварош у преводу са мађарског језика значи „Нови град на Дунаву“.

## Географија
Дунаујварош се налази у средишњем делу Мађарске. Од престонице Будимпеште град је удаљен око 75 km јужно. Са престоницом је Дунаујварош повезан савременим ауто-путем М7.
Град Дунаујварош се налази у средишњем делу Панонске низије и налази се на десној обали Дунава, који стоји и у називу града. Клима у граду је умерено континентална.

## Историја
Дунаујварош је један од новијих градова у Мађарској. Изграђен је током 1950-тих година за време социјализма и индустријализације земље као потпуно нови град поред постојеће варошице Дунапентеле.

### Дунапенетеле
Ово подручје је било насељено још од древних времена, у римско доба. У време када је западни део Мађарске био под владавином римљана под именом Панонија град се звао Интерциса и био је на граници провинције. Мађари су покорили ово подручје у раном X веку. Град је назван Пентеле, по грчком светитељу Пантелејмону.
Између 1541. и 1688. године град је био под влашћу Османског царства, када је и потпуно уништен током петнаестогодишњег рата. За време борбе за ослобођење коју је предводио Ференц II Ракоци место је поново било опустошено. У XVIII веку почиње обнова и просперитет села. Године 1833, ово место је добило статус града.

## Становништво
По процени из 2017. у граду је живело 44.640 становника.
| 1990.  | 2001.  | 2011.  | 2017.  |
| ------ | ------ | ------ | ------ |
| 59.028 | 53.957 | 48.484 | 44.640 |

## Срби у Дунаујварошу
По предању првобитна српска црква постојала је у другој половини 16. века. Први историјски подаци о старој цркви су из 1667. године када је у њој над проскомидијом насликана икона Васкрсење Христово, за бачког епископа Георгија.
Парохијско звање је основано 1786. године, а матице црквене се воде од 1777. године.
По државном шематизму православног клира у Угарској, из 1846. године у "Дуна-Пантеле" било је 174 православна парохијана. Православно парохијско звање је основано 1714. године, од када се и црквене матрикуле воде. Парох Николајевске цркве је поп Марко Чупић, а школски директор Теодор Јовановић трговац.
Садашња православна црква је подигнута 1786. године. Иконостас је традиционалног типа. Иконе је сликао Теодор Симеонов Грунтовић око 1770. године. Стари српски назив места - варошице је Пантелија или Дуна-Пантелија. Црква је посвећена празнику Преносу моштију Св. Николе или Летњем Св. Николи. Почетком 20. века ту је српска црквена општина. Њена скупштина је редовна под председништвом Алексе Агаргаћанина. Црквено-општински посед је био од 31 кј. земље. Парохија је најниже шесте платежне класе, има парохијски дом а парохијска сесија износи 28 кј. земље. Свештеник администратор је 1905. године поп Никола Пајић из Српског Алмаша.
Православни парох у месту био је 1822. године поп Исак Марковић, који се јавља тада као пренумерант. Записан је 1826. године као парох, поп Стефан Обрадовић. У Дунапантелији је рођен надалеко познат свештеник, протојереј Корнел Чупић (1843-1907). Дуго је, до саме смрти био парох у Сентандреји. Над његовим гробом је изречено: "Био је одан и веран слуга олтара Божијег - узор свештеника. Свештеничку службу своју је претпоставио свакој другој..."
Број српских православних становника није се мењао две деценије средином 19. века. Пописано је 1847. године у месту 174 житеља, а толико их је и 1867. године.
Новине су пренеле и ову вест о малој заједници Срба у Пантелији. Неверна госпођа Софија Николић из Дунапантелије је због убиства свог мужа - дављењем у сну, судском пресудом обешена 1874. године.
У "Пантелији" се 1802. године јавља као претплатник Стојковићеве књиге, Петар Поповић купец. Претплатнички пункт 1829. године организован је у Пантелији, а чинили су га: Стефан Обрадовић парох, Александра Христић "љубитељица науке", Никола Адамовић ученик, те поп и попадија из Адоња. Књига странг атрактивног наслова приспела је и у Пантелију. Окупили су се заинтересовани читаоци у свом малом претплатничком пункту. Били су грађани пантелијски: Теодор Јовановић школски директор, земљоделци - Григориј Матић, Ефтимиј Агарђанин и Милош Чупић, затим Алексиј Василијевић трговачки калфа, два ученика и њихов учитељ Георгије Плавшић.
Године 1745. то место је издвајало годишње по 10 ф. за издржавање српске школе. Као пренумерант српске књиге јавља се у Пантелији 1831. године учитељ Димитрије Витомировић. У Дунапантелији је 1846. године учитељ Георгије Плавшић који учи 17 ђака. Пантелијски учитељ Језекиљ Остојић је 1838. године скупио 25 претплатника за једну књигу - позоришну игру. Ђорђе Суботиновић пантелијски учитељ морао је 1868. године да полаже учитељски испит на Сомборској препарандији. Из расписаног стечаја за упражњено место пантелијског учитеља из 1869. године види се да је реч о сиротињској школи. Понуђено је учитељу да ради за "плату која је које у новцу које у нарави (натури) око 100 ф.". Школске 1900/1901. године је констатовано да српска школа у Дуна Пантелији не постоји од 1872. године. Школске године 1896/1897. позивани су од стране епархије, челници општине Дуна Пантелија, да поново отворе српску школу, јер су је некад имали. Како у месту има тада 30 ђака епархијски Школски одбор је радио на томе да се српска школа импровизује у парохијском дому, уз припомоћ из Светосавског фонда. Изгледа да се у томе није успело. Почетком 20. века (1905) пантелијска школа је по статусу и даље комунална, а учитељи су римокатолици. у школу на редовну наставу је полазило седам ученика и још шест у недељну школу.
Године 1905. Дунапантелија је велика општина у Адоњском срезу. Ту живи 3826 становника у 656 домова. Мађари доминирају а Срба је мало; има их 126 православних душа (или 4%) са 15 кућа. Од српских јавних здања ту је само православна црква, тада у средњем стању. Око цркве је порта а постоји и српско православно гробље. Место има све ПТТ комуникације и жељезничку станицу.
Почетком 21. века у месту су српска правосавна црква и гробље. Црква посвећена Летњем Св. Николи је у старом језгру града потиче из 1786. године. Православно гробље је санирано половином 20. века, и образована је затим православна парцела на општем гробљу. Гробље је уређено и чисто, од 30 само су три споменика су на мађарском језику.

## Партнерски градови
- Терни
- Силистра
- Елбасан
- Линц
- Вилжиф
- Ђурђу
- Сремска Митровица
- Инегол
- Алчевск